# Anna Erra
Anna Erra i Solà, née le 7 octobre 1965 à Vic (province de Barcelone), est une femme politique espagnole, membre d'Ensemble pour la Catalogne (Junts). Elle est présidente du Parlement de Catalogne entre le 9 juin 2023 et le 10 juin 2024.
Elle est élue maire de Vic en 2015 et réélue en 2019. À partir de juin 2018, elle est également députée de Barcelone au Parlement de Catalogne. Elle en prend la présidence cinq ans plus tard.

## Biographie
Anna Erra est née à Vic en 1965.
Elle est diplômée en histoire et géographie de l'université de Barcelone. Elle a travaillé pendant plus de vingt ans au collège Sant Miquel dels Sants de la ville de Vic.
Entre les années 2007 et 2015, elle est conseillère municipale de Vic, capitale de la comarque de l'Osona, dans la province de Barcelone. Elle est élue maire de cette ville en 2015. 
Elle est élue députée au Parlement de Catalogne. Elle est membre de section de l'Assemblée parlementaire de la francophonie, représentant la Catalogne.
Le 9 juin 2023, elle est élue présidente du Parlement de Catalogne avec le soutien de la Gauche républicaine de Catalogne (ERC), dix mois après la destitution à titre préventif de Laura Borràs, issue comme elle d'Ensemble pour la Catalogne (Junts).